# Дорж Бату
Дорж Бату (англ. Dorje Batuu), справжнє ім'я Андрій Васильєв (рос. Андрей Васильев) — український журналіст та письменник бурят-монгольського походження. З 2011 року живе та працює в США.
Станом на 2022 рік видав п'ять романів, які стали бестселерами в Україні: Франческа. Повелителька траєкторій (2018), Франческа. Володарка офіцерського жетона (2019), Моцарт 2.0 (2020), Таємниця старого Лами (2021), Коко 2.0 (2022).[⇨]

## Життєпис

### Ранні роки
Народився 21 грудня 1977 року в Росії в місті Улан-Уде, у родині музикантів. Батько — В'ячеслав Васильєв, художній керівник Бурятського театру опери та балету, згодом виконувач обов'язків Міністра культури Бурятії. Дідусь по матері — Жигжит Батуєв (Бату) — один із засновників бурят-монгольської класичної музики.
У 1998 році закінчив Бурятський державний університет за спеціальністю історик-сходознавець, спеціаліст з історії Китаю.
Після отримання вищої освіти став журналістом і працював телеведучим на телеканалі Бурятія (Улан-Уде, 1996—1998), на телеканалі Росія-1 (Москва, 1998—2001) та телеканалі BИD (Москва, 2001—2002).
У 2002 році переїхав до України, де вивчив українську мову і продовжив працювати в журналістиці. Зокрема працював журналістом-кореспондентом та керівником бюро у західній Україні на телеканалі Інтер (Львів, 2002—2005), журналістом на телеканалах Тоніс (Київ, 2005—2006) та 1+1 (Київ, 2005—2006).. У 2004—2005 роках працював продюсером новин британського каналу Sky News.

### Переїзд до США
Наприкінці 2011 року перебрався до США, де працював у російській службі державного телеканалу Голос Америки (Вашингтон, 2011—2013), поєднуючи цю роботу з позицією закордонного журналіста при Медіакорпусі ООН новинної служби ТСН українського телеканалу 1+1 (Нью-Йорк, 2011—2013)[джерело?]. 
На початку 2012 року «Голос Америки» опублікував його інтерв'ю з Олексієм Навальним, яке виявилося підробним. 
В інтерв'ю Васильєв повідомляв, що 2013 року вирішив покласти край професії журналіста й почав працювати у лабораторії на підприємстві, де виробляли та випробовували обладнання для космічних апаратів; спочатку лаборантом, а пізніше — інспектором готової продукції. Через два з половиною роки перебрався до Коннектикуту, після чого начебто почав працювати в НАСА оператором корекції траєкторій космічних апаратів.

### Письменницька кар'єра
2018 року у видавництві «ВСЛ» вийшов роман Бату «Франческа. Повелителька траєкторій» про працівницю NASA Франческу, з якою трапляються пригоди навіть на найвідповідальнішій роботі у NASA. Книга відразу стала українським бестселером і видавці неодноразово додруковували тираж через надзвичайний попит читачів. 2019 року опубліковане продовження — «Франческа. Володарка офіцерського жетона».
У травні 2020 року Бату опублікував роман «Моцарт 2.0», події якого розгортаються в альтернативній реальності, де Моцарт живе у сучасному Нью-Йорку. Роман включає інтерактивну складову: окрім текстової частини, у романі є численні QR-коди, що ведуть до відеороликів з музикою справжнього Моцарта та краєвидами Нью-Йорка з місць, де жив Моцарт за сюжетом роману, та коментарями автора. Впродовж всього кількох місяців роман став бестселером.
У березні 2021 року опубліковано роман «Таємниця старого Лами», події якого частково засновані на юнацьких автобіографічних спогадах Бату.
Роман «Коко 2.0» видано друком у липні 2022. Це продовження книги «Моцарт 2.0». Головна героїня Коко Шанель, як і Моцарт, перенеслася крізь час та простір і потрапила в Нью-Йорк ХХІ століття. Історичні факти, ілюстрації Юлії Самелюк та QR-коди доповнюють книжку[ангажоване джерело].
У грудні 2022 року український блогер Віктор Трегубов заявив, що Дорж Бату ніколи не працював у НАСА. Бату відповів, що ніколи не був держслужбовцем США, а працював на умовах контракту на приватні компанії, які виконують замовлення державних органів, і не розголошують інформацію про своїх штатних працівників.
Наприкінці 2022 року, після того, як Бату не надав підтверджень про роботу в НАСА, Видавництво Старого Лева оголосило про припинення подальшої співпраці з письменником. 

#### Твори
- Дорж Бату. Франческа. Повелителька траєкторій. Ілюстрації: Олександр Ком'яхов. Львів: ВСЛ. 2018. 304 стор. ISBN 978-617-679-485-1[33]
- Дорж Бату. Франческа. Володарка офіцерського жетона. Ілюстрації: Олександр Ком'яхов. Львів: ВСЛ. 2019. 592 стор. ISBN 978-617-679-682-4[34]
- Дорж Бату. Моцарт 2.0. Ілюстрації: Юлія Самелюк. Львів: ВСЛ. 2020. 464 стор. ISBN 978-617-679-774-6[35]
- Дорж Бату. Таємниця старого Лами. Ілюстрації: Ярина Жук. Львів: ВСЛ. 2021. 204 стор. ISBN 978-617-679-888-0[36]
- Дорж Бату. Коко 2.0. Ілюстрації: Юлія Самелюк. Львів: ВСЛ. 2022. 560 стор. ISBN 978-966-448-032-8[37]

## Родина
Одружений з американською дизайнеркою українського походження Яриною Жук. Подружжя виховує двох доньок: Софію та Христину.

## Громадська позиція
У липні 2018 записав відеозвернення на підтримку Олега Сенцова та українських політв'язнів, що голодували в Росії. «Франческа. Володарка офіцерського жетона» має присвяту Олегу Сенцову.
Після початку російського вторгнення висловив думку, що набагато ефективніше підтримувати ЗСУ, ніж звертатись до бурятських матерів, благаючи їх не відпускати своїх дітей в армію. Брав участь у зборах коштів на потреби ЗСУ.